# Robert Peschke
Robert Peschke (* 11. November 1827 in Berlin; † 5. Dezember 1909 in Frankenstein) war ein deutscher Ingenieur. Er war Gründungsmitglied des Vereins Deutscher Ingenieure (VDI).

## Leben
Robert Peschke war der Sohn eines Bäckermeisters. Nach dem Besuch einer höheren Stadtschule absolvierte er eine Ausbildung zum Schlosser. Im Anschluss arbeitete er bei der Maschinenbauanstalt Ehling in Berlin. Von 1850 bis 1854 studierte Peschke am Königlichen Gewerbe-Institut in Berlin. Während dieser Zeit war er Mitglied des Akademischen Vereins Hütte. Nach seinem Studium arbeitete Peschke als Konstrukteur für die Maschinenbauanstalt F. Wöhlert. 1856 wechselte er zum Königlichen Hüttenamt in Gleiwitz, wo er zunächst als erster Monteur und dann als Konstrukteur bis 1869 tätig war. Ebenfalls 1856 gehörte Peschke zu den Männern, die den Verein Deutscher Ingenieure (VDI) gründeten. 1857 gründete er mit Gleichgesinnten den Oberschlesischen Bezirksverein des VDI. Von 1869 bis 1883 arbeitete Peschke für die Georgs-Marienhütte, kehrte aber wieder zum Königlichen Hüttenamt in Gleiwitz zurück, um die Position des Oberingenieurs zu übernehmen. Ab 1889 war Peschke in Gleiwitz als Zivilingenieur tätig.
1902 wurde Peschke vom Oberschlesischen Bezirksverein des VDI zum Ehrenmitglied ernannt. Der Gesamtverein ernannte ihn 1906 zu seinem Ehrenmitglied. Im selben Jahr wurde er mit dem Roten Adlerorden ausgezeichnet.